# Amara aeneopolita
Amara aeneopolita là một loài bọ cánh cứng trong chi Amara thuộc họ Carabidae. Nó là loài bản địa của một số vùng của châu Á.